# VKL Novosibirsk
El Volejbol'nyj Klub Lokomotiv Novosibirsk (en ruso Волейбольный клуб Локомотив Новосибирск), o simplemente Lokomotiv Novosibirsk es un equipo de voleibol ruso de la ciudad de Novosibirsk. 

## Historia
Fundado en 1977 como Nord (Север) Novosibirsk participa desde principio en la máxima división de la Unión Soviética y luego en 1992 en la primera edición de la  Superliga. Desciende a Segunda División en 1994-95, regresa en 2003 para quedarse una sola temporada y luego de forma definitiva en 2005. En 2010 gana su primera Copa de Rusia revalidando título el año siguiente.
En la temporada 2012-13 organiza la Final Four de la Champions League y se corona campeón de Europa derrotando en final el PV Cuneo por 3-2.

## Palmarés
- Campeonato de Rusia

2º lugar (1) : 2013-14
- Copa de Rusia (2)

2010, 2011
2º lugar (1) : 2009, 2014
- Supercopa de Rusia

2º lugar (2) : 2011, 2012
- Coppa de Siberia e de Lejano Oriente (6)

1982, 1985, 2000, 2009, 2010, 2011
- Champions League (1)

2012-13